# Casual Silence
Casual Silence is een Nederlandse band uit de omgeving van Helmond.
Casual Silence speelt stevige progressieve rock. De band ontstond in 1996. Casual Silence heeft drie zangers. De sterke samenzang is een van de pijlers van Casual Silence. De band vormde het voorprogramma van veel grote bands als Pain of Salvation, Arena, Wetton Downes en Saga.
In 2011 verscheen het album "Vertical Horizon", tevens de zwanenzang van de band. Alle bandleden blijven actief in de muziekwereld: gitarist/zanger Ernst le Cocq d'Armandville in de rockabillyband Bad Back Bones, toetsenist Henry Meeuws en zanger Rob Laarhoven in Elevens Eve, een samenwerking met bandleden van het eveneens Brabantse Ricocher, en bassist/zanger Eric Smits in de progressieve metalband Day Six.
In diverse bladen wordt Casual Silence genoemd als een van die bands die het, op basis van hun albums en sterke live reputatie, verdienden door te stoten naar de top van de progressieve rockwereld, maar niet verder kwamen dan fungeren als voorprogramma van vooral buitenlandse acts.

## Discografie
- 1997 Bad Side Memories
- 1999 Shamelessly Dressed (mini-cd)
- 2001 Demo
- 2003 Once in a Blue Moon
- 2003 Live at Plato (dvd)
- 2007 Lost in Life
- 2011 Vertical Horizon